# Faragó László (neveléstudós)
Faragó László (Budapest, Józsefváros, 1911. április 23. – Budapest, 1966. március 28.) pedagógus, a 20. századi magyarországi neveléstudomány egyik jeles képviselője, matematikus, egyetemi tanár. Nagybátyja Faragó Andor (1877–1944) matematikatanár.

## Élete
Édesapja Faragó (Grosz) Sándor mérnök, édesanyja Reiszky Emma zenetanár – öccse, Faragó György zongoraművész volt.
A fasori evangélikus gimnáziumban tanult és ott érettségizett. (1929) A Pázmány Péter Tudományegyetem mennyiségtan–természettan–filozófia szakán tanult. Tanárai voltak: Fehér Lipót, Suták József, Rados Gusztáv, Tangl Károly, Rybár István, Ortvay Rudolf. Elsősorban az elméleti fizika érdekelte, de már egyetemi éveiben foglalkozott a középiskolai mennyiségtan tanításának módszertani kérdéseivel, és közben egy magán-zeneiskola akadémiai tagozatát (zongora) is elvégezte. Filozófiából Pauler Ákos és Kornis Gyula voltak mesterei. Még egyetemi hallgatóként ösztöndíjas főiskolai gyakornok lett az egyetem pedagógiai tanszékén. (1933) Mennyiségtan és természettanból szerzett középiskolai tanári oklevelet. (1934)
Érdeklődése egyre inkább a filozófia–pedagógia–szociológia felé fordult. Doktori disszertációját filozófiából írta és védte meg. (1935) A terjedelmes tanulmány megjelent az Apollo folyóiratban. (1936)  1938-tól főiskolai gyakornokként, majd mint gimnáziumi tanár oktatott az egyetem pedagógia tanszékén. Prohászka Lajos mellett szemináriumokat vezetett pedagógia elméletből éppen úgy, mint neveléstörténetből. Tagja lett a Magyar Filozófiai Társaság és a Magyar Pedagógiai Társaságnak. Nagyon aktívan részt vett a két társaság munkájában.
Figyelemmel kísérte a különböző országok (német, angol, szovjet) közoktatásának intézményi rendszerét. Publikált az Athenaeumba éppúgy, mint a Magyar Pedagógia folyóiratba (1945 után, rövid ideig, mindkét folyóirat szerkesztését is vállalta). 1941-ben Budapest XII. kerületében házasságot kötött dr. Proszwimmer Klárával.
1944 májusában munkaszolgálatra vitték, valószínűleg csak az év végén sikerült kiszabadulnia. Ahogy tehette (1945. július) ismételten bekapcsolódott az egyetemi oktatómunkába, az ország közoktatási életébe. Az 1946. április 30-i habilitációját követően a pedagógia egyetemi magántanáraként oktatott a Pázmány Péter Tudományegyetemen, de az 1947. november 17-én megnyíló budapesti Apáczai Csere János Pedagógiai Főiskola tanára is volt. A Főiskola megbízott igazgatójaként Vajda György Mihály tanártársával határozták meg az iskola pedagógiai arculatát, kidolgozták az egységes általános iskolai pedagógusképzés elveit, elkezdték megvalósítani annak gyakorlatát. – Belépett a Magyar Kommunista Pártba (1945. augusztus 17.), és a Pedagógusok Szabad Szakszervezete tagja lett. A rádióban, szabadegyetemi és továbbképző tanfolyamokon előadások sokaságát tartotta. Ezekben az években rendszeresen, és sokat publikált. A magyarországi pedagógiai–közoktatási élet ismert, és elismert személyiségévé vált. 1947 nyarán az oxfordi nyári egyetem hallgatója volt.
Mérei Ferenc igazgatásával megszerveződött az Országos Neveléstudományi Intézet. (1948. október 15.) Mérei előterjesztése alapján a Vallás- és Közigazgatási Minisztérium kinevezte Faragó Lászlót az Intézet Neveléstörténeti Osztálya vezetőjévé, de kinevezték a Főiskola igazgatói állásába is. – Igyekezett tovább éltetni a magyar pedagógia progresszív történeti hagyományait, szélesebb körű, európai szellemi kötődéseit. Törekedett arra, hogy az 1945 előtti kapcsolatait megtartsa. Ezt tényként mutatta szerepvállalása a Magyar Paedagogiai Társaság megmentésért. A Prohászka Lajos elnököt ért meg-megújulón követelő, a Társaság működést ellehetetlenítő támadások miatt a Társaság tisztikara és választmánya lemondott. Háromtagú ügyvivő bizottságot alakítottak azzal a céllal, hogy az Országos Neveléstudományi Intézet vezetőjével Mérei Ferenccel, illetve az Akadémiával tárgyalásokat kezdjenek a Társaság további működésének lehetőségeiről, továbbéléséről. Az ügyvivő bizottság tagja Vajda György Mihály és Zibolen Endre mellett Faragó László. (1949. április 2.) A sikertelen tárgyalási próbálkozásokat követően a belügyminiszter feloszlatta a Magyar Paedagogiai Társaságot. (1950)
Megjelent Az új nevelés kérdései című – Kiss Árpáddal közösen írt – kötete. (1949 vége)  A tankönyvnek készült könyvet elítélő kritikával fogadták. Annak ellenére, hogy a Magyar Pedagógiában megjelent „önkritikájában” nemcsak az 1945 előtti, de az azt követő időszak magyarországi és egyben saját pedagógiáját (koalíciós neveléstudomány) is elítélte és elhatárolódott attól,  a Magyar Dolgozók Pártja Központi Vezetősége oktatáspolitikai határozatát (1950. március 20.) követően – az Országos Neveléstudományi Intézet felszámolása – az Magyar Dolgozók Pártja Ellenőrző Bizottsága, indoklás nélkül, kizárta a Pártból. (1950. július). Megszűnt annak lehetősége, hogy az egyetemen oktasson, és a Vallás- és Közoktatási Minisztérium is rendelkezési állományba helyezte, azaz elbocsátotta a Főiskola igazgatói állásából (1950. augusztus).
Budapesti középiskolákban (Fürst Sándor Gimnázium; Jedlik Ányos Gimnázium; Széchenyi István Gimnázium) matematikát tanított. (1950–1957) Közben tanárjelöltek vezetőtanára (1954/1955) és középiskolai matematika szakfelügyelő is volt.
Az 1950-es évek első felében tartózkodott attól, és módja sem adatott arra, hogy a magyarországi neveléstudomány és közoktatás általánosabb kérdéseivel foglalkozzék, de mint kutató, az 1956. október 1–6. között megtartott Balatonfüredi Pedagógus Konferencia részvevője volt. A tanácskozás harmadik napjának plenáris vitájához bevezető előadást tartott. A vita megbeszélésének tárgya volt: „…a neveléstudomány komplex jellegének kérdése, általában a pedagógia alapvető tudományos problémái, s ezek között a pedológia kérdése”.  Előadásában éles kritikával mutatta meg a magyarországi neveléstudomány legsúlyosabb torzulásait, a kutatás etikai követelményeinek figyelmen kívül hagyását és a módszertani hiányosságokat. 1958-ban is következetesen képviselte és kívánta a füredi elhatározások, megállapodások megvalósítását. Nem lett hűtlen Füred eszmeiségéhez.
1957-től előbb a Fővárosi Pedagógiai Szeminárium matematikai tanszékének vezetője, és szerződéssel a Pedagógiai Tudományos Intézet (PTI) félállású tudományos munkatársa, majd az Országos Pedagógiai Intézet (OPI) matematikai tanszékének vezetője lett. – A középiskolai matematika oktatásának módszertani kérdéseivel foglalkozott és részt vett a matematikaoktatás hazai rendezvényeinek szervezésében. Bekapcsolódhatott az UNESCO különböző nemzetközi munkáiba is, és segítségükkel ismét eljutott nemzetközi rendezvényekre. Az UNESCO szerződtette a nigériai fővárosba, a Lagosban megnyíló Federal Advanced Teachers’ College matematika tanszékére. Az intézmény feladata volt, hogy mielőbb matematika tanárokat képezzen az ország középfokú iskoláinak afrikai fiatalokból . Faragó László 1963 januárjában utazott Afrikába. Nehéz feladatát nagy lelkiismeretességgel végezte. A munka követelményeinek teljesítése, és a számára kedvezőtlen klíma károsította szervezetét. 1965 szeptemberében súlyos betegen érkezett haza. 1966. március 28-án halt meg Budapesten.
Sírja a budapesti Farkasréti temető 1-246/247 számú sírhelyén található.

## Főbb művei

### Könyvek
- A modern fizikai világkép és az ember – Filozófiai értekezések, 8. – Egyetemi Nyomda, Budapest, 1937, 44 o.
- Iskola és társadalom. Az angol demokrácia neveléspolitikája – Egyetemi Nyomda, Budapest, 1946, 96 o.
- Demokrácia és nevelés – tanulmányok – Új könyvtár, 34. – Irodalmi és Művelődési Intézet, Budapest, 1948, 232 o.
- A Szovjetunió nevelési rendszere – A Magyar Dolgozók Pártja Kultúrpolitikai Akadémiája. Köznevelési előadások, 4. – Szikra, Világosság Nyomda, Budapest, 1949, 37 o.
- Faragó László–Kiss Árpád: Az új nevelés kérdései; Egyetemi Ny., Bp., 1949 (Új nevelés könyvtára)

Hasonmás kiadások: Országos Pedagógiai Könyvtár és Múzeum, Budapest, 1990, 346 o. – ISBN 963-7516-60-3; Országos Pedagógiai Könyvtár és Múzeum, Budapest, 1996, 355 o. – ISBN 963-7644-59-8
- Munka – munkára nevelés – munkaiskola – Akadémiai Nyomda, Budapest, 1961, 143–166. o. (Knyl. Magyar Pedagógia)

### Tanulmányok, folyóiratcikkek
- A harmadik humanizmus és a Harmadik Birodalom – Apolló, 1936. 1. évf. 177–288. o.
- A természettudomány helyzete a művelődés rendszerében – Magyar Paedagogia, 1937, 61–70. o.
- A német közoktatásügy az államátalakulás óta – Magyar Paedagogia, 1938, 86–96; 140–147. o.
- Szociálpolitika és társadalomnevelés – Szociális Szemle, 1943, 1. sz. 4–10. o.
- A fasiszta iskolapolitika kritikája – Embernevelés, 1945, 3–4. sz. 102–113. o.
- A pedagógiai forradalom és a szovjet iskola szelleme – Köznevelés, 1946, 23. sz. 10–11. o.
- A nevelés méltósága. Gondolatok Pestalozzi születésének kétszázadik évfordulóján – Diárium, 1946, 11–15. o.
- A modern fizikai világkép és az ember – Athenaeum, 1947, 87–128. o.
- Az általános iskola kérdéseihez – Embernevelés, 1948, 198–202. o.
- A Szovjetunió nevelési rendszere – Embernevelés, 1949, 109–130. o.
- A „koalíciós neveléstudomány” bukása – Magyar Pedagógia, 1950, 66–77. o.
- „Világnézeti nevelés” a Horthy-rendszer középiskolai számtankönyveiben (Részlet Faragó László akadémiai pályadíjat nyert munkájából) – Budapesti Nevelő, 1955. március, 22–26. o.
- A neveléstudományi kutatás néhány problémája – Köznevelés, 1957, 78–80. o
- Amiben Füreden megegyeztünk…(A balatonfüredi pedagógus táborozás előremutató törekvései és határozatai) – Pedagógiai Szemle, 1958, 212–228. o.
- Munka, munkára nevelés, munkaiskola (Gondolatok a probléma történeti vizsgálatához) – Magyar Pedagógia, 1961, 2. sz. 143–166. o.
- Az angol köznevelés időszerű kérdéseiről – Pedagógiai Szemle, 1961, 532–542. o.

### Fordítások
- Eduard Spranger : Kultúrák találkozásáról és küzdelméről – Budapesti Szemle, 1940, 757. sz. 137–158. o; A Magyar – Német Társaság kiadványai, 3. – Sylvester Rt., Budapest, 1940, 24 o; Klny. Franklin Nyomda, Budapest, 1940.
- Apponyi Albert, gróf: Világnézet és politika – Filozófiai értekezések – Magyar Filozófiai Társaság, Budapest, 1941, 67 o.
- Platón összes művei 1–2. – Magyar Filozófiai Társaság, Budapest, 1943,(többekkel).
- Platón összes művei 1–3. – Bibliotheca classica – Európa Kiadó, Budapest, 1984 (többekkel – Faragó László a Prótagorasz – 1. köt. 173–266. o. –, valamint a Hatodik és Hetedik levél – 3. köt. 1035–1083. o. – fordítója) – ISBN 963-07-3229-7
- Eduard Spranger: A pedagógiai géniusz (Szókratész, Pestalozzi, Fröbel), Erosz – Az Egyetemi Nyomda kistanulmányai – Egyetemi Nyomda, Budapest, 1946, 26 o.
- Johann Heinrich Pestalozzi: Válogatott műveiből 1–2. – Összeállította, bevezetővel és jegyzetekkel ellátta Zibolen Endre – Neveléstörténeti könyvtár – Tankönyvkiadó, Budapest, 1959, 451+483 o. (többekkel – A 2. kötet: Stans, Burgdorf, Yverdon – a kötet írásainak jelentős részét Prohászka Lajossal együtt Faragó László fordította) – A kötetből részletek olvashatók a Magyar Elektronikus könyvtárból: Johann Heinrich Pestalozzi válogatott műveiből – Az online formátumú szövegeket követő Kísérő írásban a fordításra vonatkozó ismeretek is olvashatók. – Hozzáférés ideje: 2010. december 2.
- I. A. Kairov – N. K. Goncsarov stb.: Pedagógia – Tankönyvkiadó, Budapest, 1960, 556 o. (többekkel – 3. kiad. 1965)